# Тугузбаева, Факия Хадыевна
Факия́ Хады́евна Тугузба́ева (1 января 1950 — 19 марта 2021) — народный поэт Республики Башкортостан (2014), заслуженный работник культуры Республики Башкортостан (1992) и Российской Федерации (2000), лауреат Государственной премии Республики Башкортостан им. Салавата Юлаева (1995), отличник образования Республики Башкортостан. Член Союза писателей Республики Башкортостан и РФ.

## Биография
Тугузбаева Факия Хадыевна родилась 1 января 1950 года в деревне Малые Канлы Буздякского района Башкирской АССР.
В 1972 году окончила филологический факультет Башкирского государственного университета (ныне Уфимский университет науки и технологий). После окончания института работала литературным сотрудником газеты «Башкортостан пионеры».
В 1979—1989 годах работала в журнале «Пионер».
В 1990—2010 гг. являлась главным редактором журнала «Акбузат».

## Творчество
Писать стихи начала в 70-е годы XX века.
Первая книга стихов и поэм «Маково пламя» («Мәк ялкыны», 1980). Автор книг «Зеница ока» («Күҙ ҡараhы», 1984), «Открываю звезды» («Йондоҙҙар асам», 1987), «Мелодия часов» («Сәғәт моңо», 1991), «Благословляю тебя» («Фатихамды бирәм hиңә», 1995).
В 1989 издан сборник стихов «Хлеб да соль». Произведения Тугузбаевой проникнуты идеей духовного возрождения башкирского народа.
В поэмах «Покаяние» («Тәүбә»), «Колокол» («Ҡыңғырау»; посвящена поэту, борцу за свободу башкирского народа Ш. Бабичу), «Судный день» («Хөкөм көнө») ставятся острые вопросы современности.
Автор рассказов и сказок для детей «Тетрадь в клетку» («Шаҡмаҡлы дәфтәр», 1981), «Новое платье» («Яңы кулдәк», 1983), сборник стихов «Цветы на лугу» («Ялан сәскәләре», 1995).

## Награды и премии
- Заслуженный работник культуры Российской Федерации (2000).
- Народный поэт Республики Башкортостан (2014).
- Заслуженный работник культуры Республики Башкортостан (1992).
- Литературная премия имени Р. Гарипова.
- Государственная премия РБ им. Салавата Юлаева (1995) за книгу стихов и поэм «Даю тебе благословение» (1994).